# كرزيستوف ماجشرزاك
كرزيستوف ماجشرزاك (بالبولندية: Krzysztof Majchrzak)‏ هو ممثل بولندي، ولد في 2 مارس 1948 في غدانسك في بولندا.

## أعمال

### أفلام
- (2003) إباحة

## وصلات خارجية
- كرزيستوف ماجشرزاك على موقع IMDb (الإنجليزية)
- كرزيستوف ماجشرزاك على موقع ألو سيني (الفرنسية)
- كرزيستوف ماجشرزاك على موقع أول موفي (الإنجليزية)
- كرزيستوف ماجشرزاك على موقع قاعدة بيانات الأفلام السويدية (السويدية)
- كرزيستوف ماجشرزاك على موقع ديسكوغز (الإنجليزية)
- كرزيستوف ماجشرزاك على موقع قاعدة بيانات الفيلم (الإنجليزية)
- كرزيستوف ماجشرزاك على موقع كينوبويسك (الروسية)